# میرزا سلیمان تنکابنی
میرزا سلیمان بن محمدرفیع بن عبدالمطلب بن علی مجتهد تنکابنی، حکیم، متکلم، فقیه و پزشک شیعی ایرانی قرن سیزدهم بود. 

## زندگی
از تاریخ تولد او اطلاعی در دست نیست. وی در سلیمان آباد تنکابن که بعدها خود آن‌جا را آباد کرد، در خانواده ای عالم، فاضل و پرهیزگار به دنیا آمد.  
او در زادگاه خود به تحصیل علوم دینی پرداخت، و سپس برای تکمیل تحصیل همراه برادرش، ملاعبدالمطلب، به عتبات عالیات سفر کرد. بعد از تحصیل سطوح به اصفهان رفت و از مجالس درس مشاهیر علمای عصر بهره مند شد.
میرزا سلیمان، مدت بیست ودو سال، علوم عقلی بویژه آرای صدرالدین شیرازی را نزد ملاعلی نوری (متوفی ۱۲۴۶) و علوم نقلی را نزد ملامحمدعلی نوری (متوفی ۱۲۵۲) آموخت. 
وی سپس به تدریس شرح تجرید، شوارق، شرح لمعه و تفسیر انوارالتنزیل قاضی بیضاوی مشغول شد.
او با ملامحراب گیلانی حکیم و عارف اصفهان (متوفی ۱۲۱۷) مراوده و مصاحبت داشت.  
وی نزد ملااسماعیل الاعرج اصفهانی طب آموخت و در آن فن مهارت یافت و در اصفهان به تدریس قانون ابن سینا پرداخت. در مقابل ملااسماعیل الاعرج نزد او شرح تجرید آموخت.
میرزا محمد مجتهد تنکابنی معروف به «مجتهد تنکابنی»، مؤلف قصص العلماء، فرزند میرزا سلیمان تنکابنی است. 
میرزا سلیمان تنکابنی پس از وصول به مقامات عالی دینی در پی درخواست والی مازندران و توصیه استادش، آخوند نوری، بعد از چند سال به تنکابن برگشت و به حل و فصل امور مردم پرداخت. 
او حدود ۱۲۵۰ درگذشت. پیکر او را به نجف اشرف منتقل کردند و در جوار حرم علی ابن ابیطالب به خاک سپردند.

## آثار
آثار به جا مانده از میرزاسلیمان به فارسی و عربی عبارت است از: 
- شرح بر شواهدالربوبیه ملاصدرا؛
- شرح بر زادالمعاد علامه مجلسی؛
- شرح بر فوائد ضیائیه نورالدین عبدالرحمان جامی؛

و آثاری در پزشکی، ادبیات و غیره.